# ایسلا کرونادو
ایسلا کرونادو (به اسپانیایی: Isla Coronado) یک جزیره در مکزیک است که در باخا کالیفرنیا واقع شده‌است. ایسلا کرونادو uninh نفر جمعیت دارد و ۴۳۱ متر بالاتر از سطح دریا واقع شده‌است.